# Refrancore
Refrancore ist eine Gemeinde in der italienischen Provinz Asti (AT), Region Piemont.

## Lage und Einwohner
Refrancore liegt 13 km östlich von der Provinzhauptstadt Asti entfernt. Das Gemeindegebiet umfasst eine Fläche von 13 km² und hat 1543 Einwohner (Stand 31. Dezember 2023). Die Nachbargemeinden sind Asti, Castagnole Monferrato, Castello di Annone, Montemagno, Quattordio und Viarigi.

## Kulinarische Spezialitäten
Bei Refrancore werden Reben der Sorte Barbera für den Barbera d’Asti, einen Rotwein mit DOCG Status, sowie für den Barbera del Monferrato angebaut. Ein typisches Produkt, für das die Stadt bekannt ist, ist „Finocchino“, ein mit Fenchelsamen aromatisierter Keks.

## Weblink
- Website der Gemeinde Refrancore